# Wim Simons (grafisch vormgever)
Wilhelmus Johannes Hendrikus (Wim) Simons (Princenhage, 26 februari 1930 - Venray, 2 augustus 2011) was een grafisch vormgever, typograaf en illustrator. In Breda studeerde hij grafische vormgeving aan de Academie voor Beeldende Kunsten St. Joost. Na de afronding van zijn studie cum laude maakte hij een studiereis naar Zwitserland, waarvoor hem een beurs was aangeboden door het Provinciaal Anjerfonds Noord-Brabant.

## Levensloop
Wim Simons werd geboren in Princenhage, Noord-Brabant. Hij verhuisde naar Heerlen en woonde en werkte daar onder andere in de Oliemolen. Daarna verhuisde hij naar Maastricht en Vroenhoven. Na enkele omzwervingen sleet hij zijn laatste jaren in Venray.
Hij was twee keer getrouwd. Uit zijn eerste huwelijk werden twee kinderen geboren, een zoon en een dochter. Zijn dochter Eefje Simons, geboren in 1968, is in zijn voetsporen getreden en is eveneens grafisch ontwerper.
In augustus 2011 overleed Simons op 81-jarige leeftijd.

## Werk
Als grafische vormgever was hij ruim negen jaar verbonden aan de voorlichtingsdienst van de nv Nederlandse Staatsmijnen/DSM. Daarna vestigde hij zich als freelance vormgever.
Naast eervolle vermeldingen werden diverse malen prijzen toegekend aan zijn vormgeving van boeken, jaarverslagen en brochures. Zo bekroonde het Nederlands Genootschap van Reclame de brochure 'Chemisch research van Staatsmijnen' met de Jaarprijs 1964. In 1965 werd Wim Simons door de Nederlandse regering uitgenodigd om met zes andere ontwerpers deel te nemen aan een besloten prijsvraag voor de grafische vormgeving van het Nederlandse paviljoen voor de wereldtentoonstelling in Montreal (Canada).
In 1966 werd hij na voordracht en ballotage toegelaten als lid van de Gebonden Kunsten Federatie (GKf), de voorloper van Grafisch Vormgevers Nederland (GVN), nu BNO.
Vanaf 1969 was Simons, naast zijn freelance activiteiten, als stafdocent verbonden aan de Academie voor Beeldende Kunsten Maastricht, afdeling publiciteit en grafische vormgeving. Hij legde daar de grondslag voor de ombuiging van een kunst-gebonden naar een praktijkgericht design-onderwijs waarin communicatieve vormgeving centraal stond, en was verantwoordelijk voor de verdere ontwikkeling daarvan.
Op 1 december 1989 nam hij afscheid van de academie.
Hij was bestuurslid van de Reclamekring Zuid-Limburg, Club '69 en '82, en maakte ook vele jaren deel uit van de reclamecommissie gemeente Maastricht. In de loop van de jaren nam hij diverse malen zitting in jury's en werd hij regelmatig uitgenodigd voor het houden van lezingen en voordrachten.
Over zijn werk zijn diverse publicaties verschenen in vakbladen zoals: Drukkersweekblad, Intergrafica, Graficus, Adformatie en Gebrauchsgrafik (D). Daarnaast werd zijn werk gepubliceerd in internationale jaarboeken zoals het in Londen uitgegeven: Modern Publicity (1970 en 1971) en het in Zürich uitgegeven International Poster Annual (1970 en 1971). Ook in de geïllustreerde ledenlijst van de GVN is een karakteristiek overzicht van zijn werk opgenomen. Het kaartspel dat Wim Simons in 1968 heeft ontworpen in opdracht van nv Nederlandse Staatsmijnen/DSM is opgenomen in het te Parijs uitgegeven boek 'Histoire de la carte à jouer'. Dit kaartspel werd eind 1989, twintig jaar na de ontwerpdatum, herdrukt in een oplage van 25.000 spellen. De eerste druk verscheen in een oplage van 30.000 sets (60.000 spellen). Het kaartspel is tot nu toe driemaal herdrukt (relatiegeschenk).
Zijn werk werd ook bij het grote publiek onder de aandacht gebracht door artikelen in dagbladen en tijdschriften. Een uitvoerig verhaal over zijn werk als docent en vormgever in 'Tussen de rails', het publieksblad van de Nederlandse Spoorwegen is daar een voorbeeld van. Werk van Wim Simons werd in 1970 geëxposeerd in het Stedelijk Museum te Amsterdam als onderdeel van een GVN-tentoonstelling. Daarnaast werd zijn werk opgenomen in collecties van musea in Washington (USA) - Library of Congres - Bielefeld en Frankfurt.

## Inspiratie
Simons haalde zijn inspiratie onder andere bij de modernisten, De Stijl, Bauhaus en Jan Tschichold. Simons' visie op het vak was: 'Form follows function'.
- International Standard Name Identifier: 0000 0003 8750 9717
- Nederlandse Thesaurus van Auteursnamen: 070396078
- RKD-Nederlands Instituut voor Kunstgeschiedenis: 72757
- Virtual International Authority File: 280504797
- WorldCat: E39PBJt8gfYFP8QDbmRRg78DMP